# マイス・パレード
マイス・パレード(Mice Parade) はアダム・ピアースによるダブ、エレクトロニカ、ポストロックのバンド。NY出身。自身で主催しているBubble Coreや、ファットキャット・レコーズから作品をリリースしている。日本ではクラムボンのアルバムにゲストで参加した。ドラムを主に演奏するため、他にも多数のバンドのライブでのサポートや、作品へのゲスト参加、そしてHiM（ アメリカのダブ・グループ）のメンバーとしても参加をしている。

## ディスコグラフィー

### アルバム
- 1998 The True Meaning of Boodleybaye
- 1999 Ramda
- 2001 Mokoondi
- 2002 All Roads Lead to Salzburg
- 2004 Obrigado Saudade
- 2005 Bem-Vinda Vontade
- 2007 Mice Parade
- 2010 What It Means to Be Left-Handed
- 2012 Candela